# 波氏舌珍魚
波氏舌珍魚，為輻鰭魚綱水珍魚目水珍魚科的其中一種，為深海魚類，分布於東大西洋區，從獅子山至加彭、中西大西洋南美洲北部海域，深度150-630公尺，體長可達14.1公分，棲息在沙石底質底層水域，生活習性不明。

## 扩展阅读
維基物種上的相關：波氏舌珍魚